# Torneo de Invierno 2008 (Argentina)
El Torneo de Invierno de 2008 fue la primera edición de la competición. Participaron tres de los cinco grandes del fútbol argentino. Estuvieron ausentes Boca Juniors, que realizaba una gira por México y Estados Unidos y Racing Club que se encontraba sin entrenarse debido a una huelga de sus jugadores. Racing fue reemplazado por Gimnasia La Plata. El campeón fue San Lorenzo tras derrotar a Independiente en la final. Este torneo fue televisado por TyC Sports.

## Resultados

### Cuadro
|  | Semifinal         | Semifinal     |   |  | Final       | Final |
|  |                   |               |   |  |             |       |
|  |                   |               |   |  |             |       |
|  | San Lorenzo       | 1 (6)         |   |  |             |       |
|  | River Plate       | 1 (5)         |   |  |             |       |
|  |                   |               |   |  |             |       |
|  |                   |               |   |  |             |       |
|  |                   |               |   |  | San Lorenzo | 2     |
|  |                   | Independiente | 0 |  |             |       |
|  |                   |               |   |  |             |       |
|  |                   |               |   |  |             |       |
|  |                   |               |   |  |             |       |
|  |                   |               |   |  |             |       |
|  | Gimnasia La Plata | 0             |   |  |             |       |
|  | Independiente     | 1             |   |  |             |       |

### Semifinales
| Fecha       | Ciudad        | Hora  | Equipo local      | Resultado        | Equipo visitante |
| ----------- | ------------- | ----- | ----------------- | ---------------- | ---------------- |
| 26 de julio | Mar del Plata | 19:30 | San Lorenzo       | 1 - 1 (6-5 pen.) | River Plate      |
| 27 de julio | La Plata      | 19:30 | Gimnasia La Plata | 0 - 1            | Independiente    |

### Final
| Fecha       | Ciudad        | Hora  | Equipo local | Resultado | Equipo visitante |
| ----------- | ------------- | ----- | ------------ | --------- | ---------------- |
| 29 de julio | Mar del Plata | 21:00 | San Lorenzo  | 2 - 0     | Independiente    |